# Volvo FM
Volvo FM − gama samochodów ciężarowych produkowanych przez szwedzkie Volvo Truck Corporation.  Wprowadzony w 1998 roku jako FM7, FM10 i FM12 obecnie produkowana jest druga generacja już jako FM. Od 2005 roku pojemność silnika nie jest już dodawana do nazwy modelu.  FM  jest uniwersalną  w swym zakresie ciężarówką do dystrybucji, budownictwa i zastosowań komunalnych.